# Torneo Preolímpico Asiático Femenino de Rugby 7 2023
El Torneo Preolímpico Asiático Femenino de Rugby 7 2023 fue la tercera edición del torneo de selecciones nacionales femeninas de Asia de rugby 7.
El torneo se disputó en la ciudad de Osaka, Japón.
El torneo otorgó una plaza para los Juegos Olímpicos de París 2024 y dos para el Torneo Preolímpico.

## Fase de grupos
|  | Avanzan a los playoff por el título. |

### Grupo A
| Pos | Países     | Partidos | Partidos | Partidos | Tantos | Tantos | Tantos | Pts |
| Pos | Países     | G        | E        | P        | PF     | PC     | DP     | Pts |
| --- | ---------- | -------- | -------- | -------- | ------ | ------ | ------ | --- |
| 1   | Japón      | 2        | 0        | 0        | 68     | 0      | +68    | 6   |
| 2   | Tailandia  | 1        | 0        | 1        | 22     | 19     | +3     | 4   |
| 3   | Kazajistán | 0        | 0        | 2        | 0      | 65     | -65    | 2   |

### Grupo B
| Pos | Países    | Partidos | Partidos | Partidos | Tantos | Tantos | Tantos | Pts |
| Pos | Países    | G        | E        | P        | PF     | PC     | DP     | Pts |
| --- | --------- | -------- | -------- | -------- | ------ | ------ | ------ | --- |
| 1   | China     | 3        | 0        | 0        | 164    | 0      | +164   | 9   |
| 2   | Hong Kong | 2        | 0        | 1        | 77     | 55     | +22    | 7   |
| 3   | India     | 1        | 0        | 2        | 33     | 112    | -79    | 5   |
| 4   | Guam      | 0        | 0        | 3        | 21     | 128    | -127   | 3   |

## Fase final

### Quinto puesto
|  | Semifinal  | Semifinal  | Semifinal  |            |    | 5° puesto | 5° puesto | 5° puesto |  |
|  |            |            |            |            |    |           |           |           |  |
|  |            |            |            |            |    |           |           |           |  |
|  |            |            |            |            |    |           |           |           |  |
|  |            |            |            |            |    |           |           |           |  |
|  |            |            |            |            |    |           |           |           |  |
|  |            | India      | India      | 0          |    |           |           |           |  |
|  |            |            |            | 0          |    |           |           |           |  |
|  |            |            | Kazajistán | Kazajistán | 39 |           |           |           |  |
|  | Kazajistán | Kazajistán | Kazajistán | Kazajistán | 39 | 52        |           |           |  |
|  | Kazajistán | Kazajistán |            |            |    | 52        |           |           |  |
|  | Guam       | Guam       | 0          |            |    |           |           |           |  |
|  | Guam       | Guam       | 0          |            |    |           |           |           |  |
|  |            |            |            |            |    |           |           |           |  |

### Copa de oro
|  | Semifinal | Semifinal | Semifinal |       |       | Final     | Final     | Final     |  |
|  |           |           |           |       |       |           |           |           |  |
|  |           |           |           |       |       |           |           |           |  |
|  | Japón     | Japón     | 33        |       |       |           |           |           |  |
|  | Japón     | Japón     | 33        |       |       |           |           |           |  |
|  | Hong Kong | Hong Kong | 5         |       |       |           |           |           |  |
|  | Hong Kong | Hong Kong | 5         |       | Japón | Japón     | 21        |           |  |
|  |           |           |           |       | Japón | Japón     | 21        |           |  |
|  |           |           | China     | China | 14    |           |           |           |  |
|  | China     | China     | China     | China | 14    | 29        |           |           |  |
|  | China     | China     |           |       |       | 29        |           |           |  |
|  | Tailandia | Tailandia | 5         |       |       | 3° puesto | 3° puesto | 3° puesto |  |
|  | Tailandia | Tailandia | 5         |       |       | 3° puesto | 3° puesto | 3° puesto |  |
|  |           |           |           |       |       |           |           |           |  |
|  |           |           |           |       |       | Hong Kong | Hong Kong | 12        |  |
|  |           |           |           |       |       | Hong Kong | Hong Kong | 12        |  |
|  |           |           |           |       |       | Tailandia | Tailandia | 0         |  |
|  |           |           |           |       |       | Tailandia | Tailandia | 0         |  |
|  |           |           |           |       |       |           |           |           |  |

| Bandera de Japón |
| Campeón Japón    |